# Ascanio Colonna

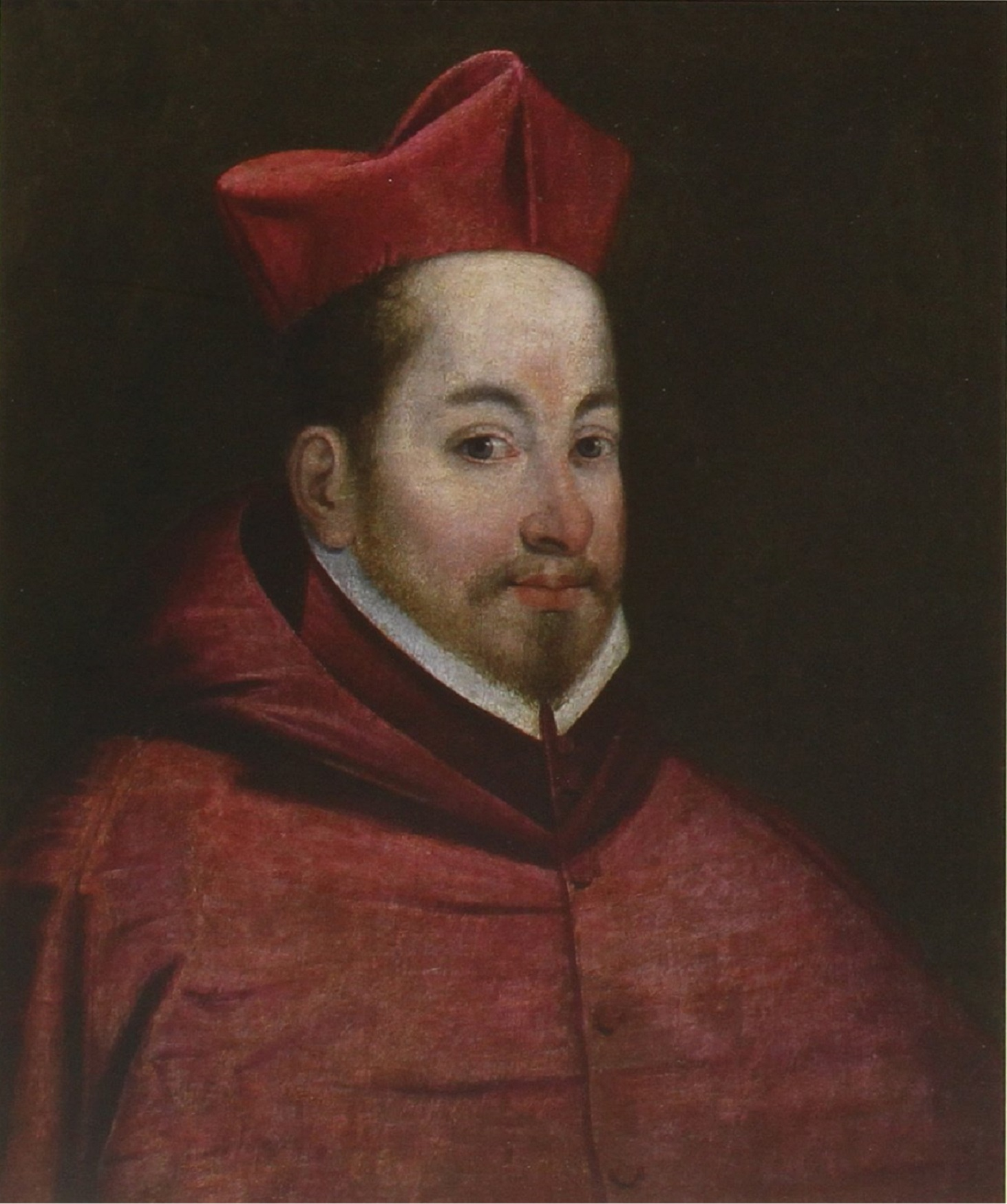
Ascanio Colonna

Ascanio Colonna (* 7. Mai 1560 in Marino, Kirchenstaat; † 17. Mai 1608 in Rom, Kirchenstaat) war ein italienischer Kardinal.

## Leben
Ascanio Colonna wurde 1560 in Marino geboren. Er war der Sohn von Marc’Antonio Colonna, Herzog von Paliano und Tagliacozzo, und Felicia Orsini. Weitere Kardinäle aus den verschiedenen Zweigen der Familie waren Giovanni Colonna (1212), Giacomo Colonna (1278), Pietro Colonna (1288), Giovanni Colonna (1327), Agapito Colonna (1378), Stefano Colonna (1378), Oddone Colonna (1405, später Papst Martin V.), Prospero Colonna (1426), Giovanni Colonna (1480), Pompeo Colonna (1517), Marco Antonio Colonna, Senior (1565), Girolamo Colonna (1627), Carlo Colonna (1706), Prospero Colonna (1739), Girolamo Colonna (1743), Prospero Colona (1743), Marcantonio Colonna, Junior (1759), Pietro Colonna (1766), der den Nachnamen Pamphili annahm, und Nicola Colonna (1785).
Er studierte Latein und Griechisch an der Universität Alcalá sowie der Universität Salamanca. In Salamanca erwarb er einen Magister in Philosophie und Theologie sowie den Titel Doktor beider Rechte, also des weltlichen und des kirchlichen Rechts.
Im September 1576 reiste er mit seinem Vater nach Spanien. Papst Pius V. ernannte ihn zum Abt von Santa Sofia in Benevento. Als sein Vater 1584 starb, erbte er Marino und Rocca di Papa sowie den Palazzo della Torre in SS. Apostoli und einen Teil des angrenzenden und ältesten Familienanwesens.
Im Konsistorium vom 16. November 1586 kreierte Papst Sixtus V. ihn zum Kardinaldiakon. Am 25. Februar 1587 erhielt er den roten Hut und die Titeldiakonie Santi Vito e Modesto. 1586 wurde er zum Ritter des Souveränen Malteserordens geschlagen. 1588 wurde er Erzpriester der patriarchalen Lateranbasilika und 1592 Kommendarabt von Subiaco. Am 5. Dezember 1588 wechselte er zur Diakonie San Nicola in Carcere. Seine beiden ersten Konklave waren 1590. Im ersten im September wurde Papst Urban VII. gewählt und im zweiten im Oktober Papst Gregor XIV. Am 14. Januar 1591 wurde er Kardinaldiakon von Santa Maria in Cosmedin. Zu dieser Zeit war er mit vier anderen Kardinälen Mitglied der Indexkongregation. Er nahm auch am Konklave 1591 teil, das Papst Innozenz IX. wählte, und am Konklave 1592, das Papst Clemens VIII. wählte. 1592 wurde er Kommendarabt der Territorialabtei Subiaco.
Am 8. November 1599 stieg er in die Klasse der Kardinalpriester auf und erhielt die Titelkirche Santa Pudenziana. Zwischen 1602 und 1604 war spanischer Vizekönig von Saragossa, Aragón. An den beiden Konklaven 1605 (März und Mai), die Leo XI. und Paul VI. wählten, nahm er nicht teil. Am 30. Januar 1606 wechselte er zur Titelkirche Santa Croce in Gerusalemme.
Am 5. Juni 1606 wurde er zum Kardinalbischof von Palestrina ernannt. Am 11. Juni 1606 weihte Papst Paul V. ihn in Santa Maria degli Angeli e dei Martiri zum Bischof. Mitkonsekratoren waren die Kardinäle Ottavio Bandini und Carlo Conti.
Er starb im Bischofspalast von Palestrina, seiner römischen Residenz. Begraben ist er neben Papst Martin V. in der Familienkapelle in der patriarchalen Lateranbasilika in Rom. Er hinterließ einen unehelichen Sohn, Marino. 1611 wurde seine Privatbibliothek an Giovanni Angelo Altemps verkauft.